# Eliseo Antonio Ariotti
Eliseo Antonio Ariotti (Vailate. 17 de novembro de 1948) é um clérigo italiano, arcebispo católico romano e diplomata da Santa Sé.
O bispo de Cremona, Giuseppe Amari, ordenou-o sacerdote em 7 de maio de 1975.
Em 17 de julho de 2003, o Papa João Paulo II o nomeou arcebispo titular pro hac vice de Vibiana e núncio apostólico em Camarões. O Cardeal Secretário de Estado Angelo Sodano concedeu-lhe a consagração episcopal em 5 de outubro do mesmo ano; Co-consagrantes foram Robert Sarah, Secretário da Congregação para a Evangelização dos Povos, e Dante Lafranconi, Bispo de Cremona.
Em 5 de agosto de 2003, foi nomeado também Núncio Apostólico na Guiné Equatorial. Papa Bento XVI nomeou-o em 5 de novembro de 2009 Núncio Apostólico no Paraguai.